# 小川はるみ
小川 はるみ（おがわ はるみ）は、日本の女優、歌手。

## 来歴
- 1993年よりシャンソンを有馬泉に習い、各地でのコンサートなど歌手活動を始める。
- 現在は女優活動の傍ら、シャンソン歌手としてライブ活動も行っている。
- 掃除のおばさん役から重役婦人役まで幅広い役を演じることができる。

## 出演
- ウルトラマンダイナ
- 混浴露天風呂連続殺人18
- 警部補佃次郎
- こいまち
- はぐれ刑事純情派
- 怪奇大作戦セカンドファイル
- D坂の殺人事件
- 希望ヶ丘夫婦戦争
- 重役秘書3
- おじさん天国
- 乱歩地獄

## ディスコグラフィ
- ｢Le cœur à la derive (漂流する心)｣
- 「Retour au cœur(こころへの回帰)」
- ｢私が生まれる時｣
- ｢須磨子物語｣
- ｢真田の十勇士｣
- ｢秋田・鷹巣・角館｣